# Cross Lake, Manitoba
Cross Lake är  en sjö i provinsen Manitoba i Kanada. Cross Lake ligger 207 meter över havet och arean är 755 kvadratkilometer.
Trakten runt Cross Lake är nära nog obefolkad, med mindre än två invånare per kvadratkilometer.  Trakten ingår i den boreala klimatzonen.